# Mercadier
Pour les articles homonymes, voir Mercadier (homonymie).

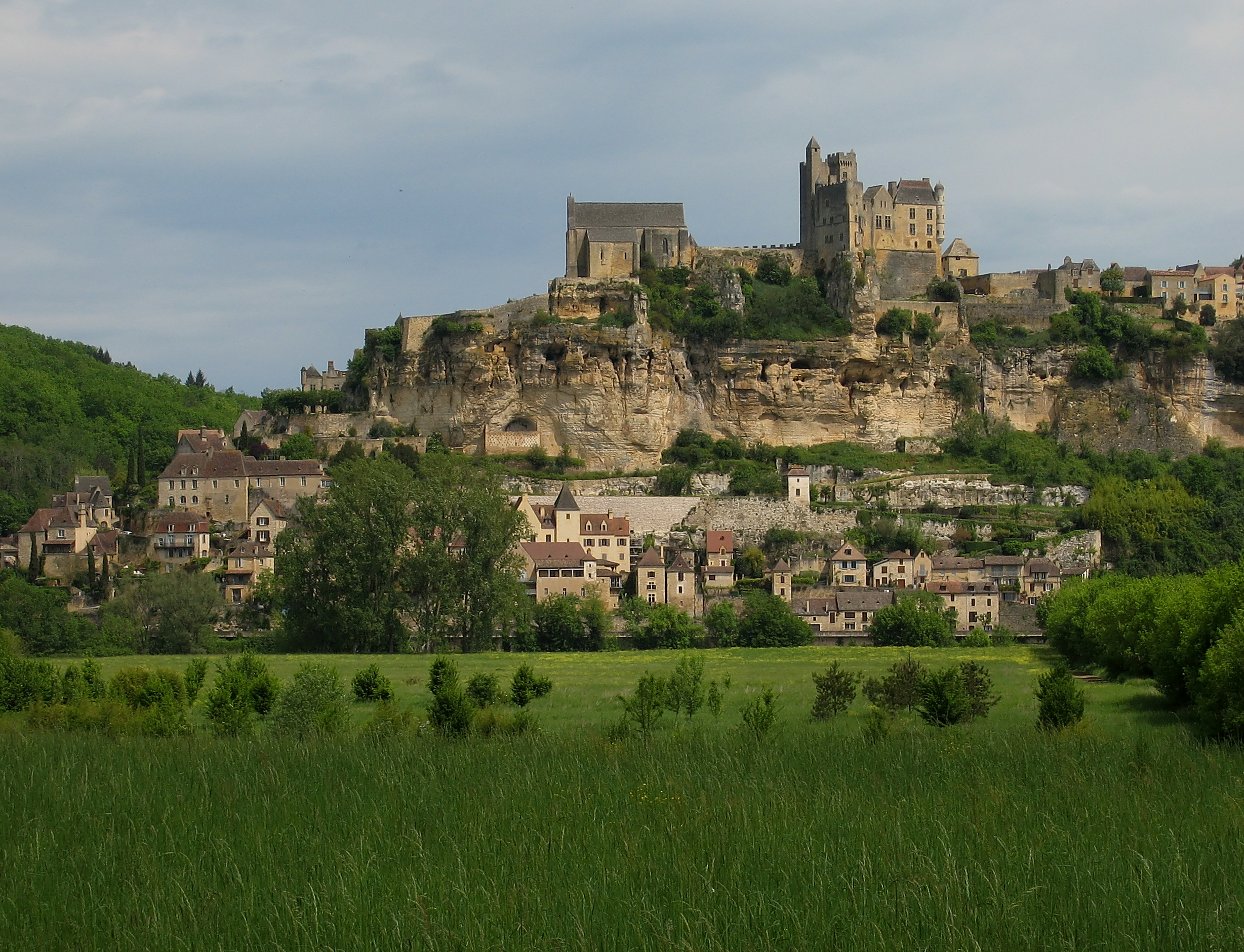
Le château de Beynac offert par Richard Cœur de Lion à Mercadier.

Mercadier est un guerrier aquitain du XIIe siècle, chef de routiers, au service de Richard Cœur de Lion, puis de Jean sans Terre. Il meurt en 1200.

## Biographie
En 1180, il apparaît comme le chef des Brabançons dans le Sud-Ouest de la France. Cette année-là, il prend le château de Malemort.
En 1183, une de ses troupes surprend le bourg de Malemort et le pille.
Entré au service de Richard Cœur de Lion en 1184, il attaque et dévaste les terres d'Adémar II de Limoges. 
Il accompagne Richard lors de la troisième croisade (1189-1192). Le souverain lui fait don des terres et du château de Beynac, en Périgord, laissés par Adhémar de Beynac, décédé sans héritier direct vers 1190.
Mercadier se trouve au côté de Richard lors de la mort de celui-ci, en 1199. Il entre alors au service de Jean sans Terre, et ravage l'Aquitaine, ainsi que la ville d'Angers. 
Le 10 avril 1200, un lundi de Pâques, à Bordeaux, alors qu'il venait présenter ses respects à Aliénor d'Aquitaine, il est assassiné par un homme de main de Brandin, un capitaine mercenaire rival, également au service de Jean. 
Un des ponts de Château-Gaillard portait son nom.

## Fiction historique
Dans la série de Jean d'Aillon, Les Aventures de Guilhem d'Ussel, le chevalier fictif Guilhem d'Ussel rencontre plusieurs chefs de mercenaires : Mercadier, Lupicaire, Lambert Cadoc (Seigneur de Gaillon) et Brandin.
Présent également dans la série "Aliénor" de Mireille Calmel. 
Présent aussi dans le film La rose et la flèche (Robin and Marian), avec Sean Connery et Audrey Hepburn. 